# مسیحیت در کشورهای عربی خلیج فارس
مسیحیان در آغاز قرن چهارم به سواحل خلیج فارس رسیدند. طبق رویدادنامه سیرت، اسقف داوود از پرات دمیشان در شورای سلوکیه-تیسفون در حدود سال ۳۲۵ حضور داشت و از طریق خلیج فارس به هند بادبان کشید. گفته می‌شود که راهب یونس در اواسط قرن چهارم صومعه‌ای را در خلیج فارس «در ساحل جزیره سیاه» تأسیس کرد. پیش از شورای دادیشوع در سال ۴۲۴ پس از میلاد، یک اسقف‌نشین نسطوری در ریواردشیر، تقریباً روبروی جزیره خارگ، در جنوب ایران تأسیس شد.
عربستان شرقی یا سرزمین بحرین به دو منطقه کلیسایی اصلی تقسیم شد: بت قطریه (شمال شرقی عربستان) و بت مازونیه (جنوب شرقی عربستان). مسیحیت در عربستان شرقی با ورود اسلام در سال ۶۲۸ کم رنگ شد با وجود این، آیین مسیحیت تا اواخر قرن نهم در منطقه ادامه داشت.
از قرن پنجم به بعد خلیج فارس تحت صلاحیت کلیسای مشرق قرار گرفت. مکان‌های مسیحی مربوط به آن زمان تا پس از ظهور اسلام در منطقه فیلکه، خارگ، جبیل و سکونتگاه‌های مجاور تاج، الهنه و جبل بری و صیر بنی‌یاس کشف شده‌است.

## تاریخ
پس از اینکه این منطقه تحت فرمانروایی شاهنشاهی ساسانیان در اوایل سده سوم قرار گرفت، بسیاری از ساکنان شرق شبه‌جزیره عربستان به دنبال تبلیغ‌های مسیحیان بین‌النهرین با مسیحیت آشنا شدند. با این حال، در قرن چهارم مسیحیت در این منطقه محبوبیت پیدا کرد. این تا حد زیادی به دلیل ورود مسیحیانی بود که در زمان فرمانروایی شاهنشاه شاپور دوم از سال ۳۳۹ در عراق و ایران تحت آزار و اذیت قرار گرفتند. یکی دیگر از عوامل نفوذ فزاینده مسیحیت، مهاجرت بازرگانان مسیحی به منطقه بود که به دنبال سرمایه‌گذاری در تجارت فراگیر مروارید بودند.
حضور مسیحیان در شرق عربستان پس از آن به فزونی یافت. راهب یونس به وجود صومعه‌ای در جزایر سیاه، در بخش جنوبی بث قطریه اشاره می‌کند که بین سال‌های ۳۴۳ و ۳۴۶ توسط راهبی به نام مارزادویه ساخته شده‌است. علاوه بر این، رویدادنامه سیرت از راهبی به نام عبدیشو یاد می‌کند که مردم محلی رامث (جزیره‌ای که میان کویت و قطر قرار داشت) را مسیحی کرد و در سال‌های ۳۶۳ تا ۳۷۱، صومعه ای در آنجا ساخت سوابق نسطوری حاکی از حضور مستمر مسیحیان در منطقه میان سده‌های پنجم تا هفتم است، که حضور منظم اسقف‌های محلی در کلیساها نشان می‌دهد.
جمعیت مسیحی عمدتاً از سریانی‌ها و ایرانیان تشکیل شده بود، در حالی که بقیه عمدتاً عرب‌زبانان از قبیله عبدالقیس بودند. جوامع اغلب بر سر ساخت کلیساها و قصبه‌ها با هم رقابت می‌کردند. صومعه‌ها علاوه بر تسهیل در برگزاری مناسبت‌های مسیحی، به خاطر تاکستان‌هایشان نیز معروف بودند و اغلب برای چشیدن شراب از آن‌ها بازدید می‌شد. کلیساها معمولاً خدمات اولیه مانند مدرسه و مراقبت‌های بهداشتی را نیز ارائه می‌کردند.
بر اساس روایات اسلامی، محمد در سال ۶۲۸، فرستاده‌ای مسلمان به نام علاء حضرمی را نزد منذر بن ساوی، یکی از حاکمان بحرین فرستاد و از او و قومش درخواست کرد که اسلام را بپذیرند. بیشتر بت‌پرستان اندکی پس از آن به اسلام گرویدند. با این حال جمعیت یکتاپرست که علاوه بر مسیحیان متشکل از یهودیان و زرتشتیان بودند، بی‌درنگ به دین اسلام روی نیاوردند. در عوض، بسیاری تصمیم گرفتند جزیه بپردازند.

## مناطق تاریخی

### بت قطریه

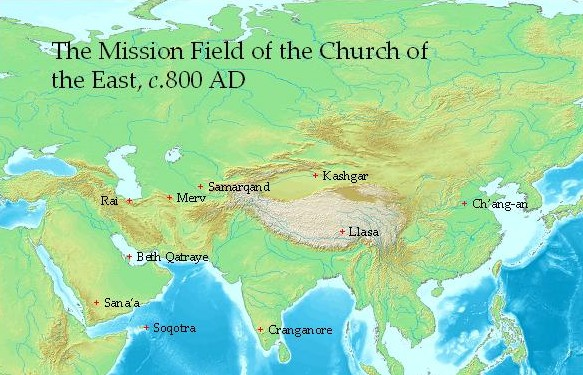
میدان مأموریت کلیسای مشرق، نشان‌دهنده بت قطریه، حدود ۸۰۰ م.

نام مسیحی که برای منطقه‌ای که شمال شرق عربستان را در بر می‌گیرد، بث قطریه یا گاهی «جزایر» است. این نام در سریانی به «منطقه قطری‌ها» ترجمه می‌شود. این منطقه شامل مناطق کنونی بحرین، جزیره تاروت، خط، احساء و قطر بود. برخی از بخش‌های امارات متحده عربی نیز ممکن است شامل آن باشند. این منطقه دارای صومعه‌هایی از سده چهارم تا نهم بود. از سده ششم تا هفتم، اسقف‌ها در نواحی میش‌ماهیگ (سماهیج)، دیرین (جزیره تاروت)، مازون، هاجر و حطا مستقر بودند. اسقف‌های بت قطریه در سال ۶۷۶ از شرکت در کلیساها دست کشیدند. اگرچه مسیحیت تا اواخر سده نهم در این منطقه تداوم داشت.
در سده پنجم، بت قطریه مرکز اصلی کلیسای مشرقی مسیحیت نستوری بود که بر سواحل جنوبی خلیج فارس تسلط داشت. نسطوریان به عنوان یک فرقه، اغلب به عنوان بدعت‌گذار توسط امپراتوری بیزانس مورد آزار و اذیت قرار می‌گرفتند، اما عربستان شرقی خارج از کنترل امپراتوری بود و تا حدودی امنیت را ارائه می‌داد.
اسقف‌های بت قطریه، به جز مدت کوتاهی در اواسط تا اواخر سده هفتم، استان کلیسایی نبودند. در عوض تابع استان فارس بودند. در اواخر سده هفتم بت قطریه علیه اقتدار فارس قیام کرد. در تلاش برای آشتی دادن اسقف‌های قطریه، گیوارگیس یکم در سال ۶۷۶ در دیرین (جزیره تاروت) مجمعی برگزار کرد
در سده هفتم و هشتم، فرهنگ ادبی مهمی در بت قطریه پدیدار شد. چندین نویسنده بومی برجسته نسطوری به این دوره منسوب می‌شوند، از جمله اسحاق نینوایی، دادیشوع قطری، جبرئیل قطری، گابریل آریا و آهوب قطری. شماری از محوطه‌های باستان‌شناسی نیز مرتبط با این بازه زمانی تاریخ‌گذاری شده‌اند.
در مورد زبان مورد استفاده در بت قطریه ابهاماتی وجود دارد. متون مکتوب حاوی واژگان فارسی و سامی است. گرچه برخی از واژگان سامی عربی هستند، صرف کلی و آوایی آن شباهت بیشتری به آرامی دارد. شرق‌شناس آلمانی آنتون شال این زبان را به عنوان «آرامی جنوب شرقی» دسته‌بندی می‌کند. به دلیل این آمیختگی منحصر به فرد عناصر زبانی، راهبان بت قطریه در ترجمه متون میان فارسی، سریانی و عربی فعال بودند. گفته می‌شود که یک مسیحی اهل بت قطریه حتی به عنوان مترجم فارسی ملک نعمان سوم که عرب‌زبان بود، خدمت کرده‌است.

### بت مازونیه
عمان و امارات متحده عربی اسقف‌نشینی موسوم به بت مازونیه را تشکیل می‌دادند. این نام از «مازون»، نام فارسی عمان و امارات متحده عربی گرفته شده‌است. صحار شهر مرکزی حوزه بود.